# Stanković (Orebić)
Stankovići su naselje na poluotoku Pelješac u općini Orebić, Dubrovačko-neretvanska županija.

## Zemljopisno položaj
Naselje se nalazi uz regionalnu Pelješku cestu Ston - Orebić, neposredno prije i istočno od Orebića. Do sela se stiže odvojkom ceste.

## Povijest
Selo su u drugoj polovini rujna  bili u cijelosti spalili talijanski fašistički vojnici.

## Stanovništvo
Prema popisu stanovnika iz 2001. godine u Stankovićima obitava 201 stanovnik.
| broj stanovnika | 353   | 321   | 351   | 271   | 271   | 247   | 222   | 237   | 191   | 192   | 182   | 180   | 181   | 181   | 201   |
|                 | 1857. | 1869. | 1880. | 1890. | 1900. | 1910. | 1921. | 1931. | 1948. | 1953. | 1961. | 1971. | 1981. | 1991. | 2001. |

## Znamenitosti
Istočno od Stankovića se nalazi srednjovjekovna crkvica sv. Jurja s mjesnim grobljem.

## Gospodarstvo
Gospodarstvo ovog naselja se zasniva na turizmu.